# Георги Богословов
Георги Костадинов Богословов е български керамик.

## Биография
Роден е на 11 февруари 1931 година във Варна. През 1958 година завършва Висшия институт за изобразително изкуство „Николай Павлович“ в класа по „Керамика“ на Стоян Райнов. От 1961 до 1972 година провежда специализация в Чехословакия.
Работи в стъкларския завод „Стойко Пеев“ във варненското село Белослав, където постъпва като художник-проектант през 1959 година. Като служител на завода проектира различни порцеланови и стъклени комплекти, сервизи, вази, чаши, пепелници и други изделия.
През 1965 година участва като делегат в първия световен конгрес на стъклото в Брюксел. През 1974 година провежда самостоятелна изложба в София. През 1976 година е участник в софийската изложба „Дизайнът в леката промишленост“.
Негово дело са гарнитурите „Варна“ (1959) и „Перла“ (1960), носители на II награда от конкурси. Автор е на вазите „Морска звезда“, „Орфей“, „Плиска“ и „Смарагд“, както и на чашите „Антей“, „Арфа“, „Иглика“ и „Ягода“. В сътрудничество с други хора оформя декоративни преградни стени в сгради, използвайки стъкло, мозайка и шамот.